# Gabriel Rivano
Gabriel Rivano (* 1958 in Buenos Aires) ist ein argentinischer Bandoneonist, Gitarrist, Flötist und Komponist und gilt als einer der bedeutenden Musiker Argentiniens im Genre des Tango Argentino.
Rivano lebt in Buenos Aires. Er begann seine Konzerttätigkeit im Jahre 1981 als Solist in unterschiedlichen Ensembles des Tango, der Folklore, des Jazz und der Klassischen Musik.
Sein erstes eigenes Ensemble, das Gabriel Rivano Quinteto, gründete er 1990 in Buenos Aires und komponierte für diese Formation zahlreiche kammermusikalische Werke und einige Konzerte.
1997 wurde sein „Konzert für Bandoneon, Gitarre und Orchester“ im Theater „Teatro Colón“ in Buenos Aires uraufgeführt.

## Diskografie
- 1990: Gabriel Rivano
- 1993: Mestizo
- 1997: Tradición
- 2000: Porto Seguro
- 2002: Bach en Buenos Aires
- 2003: Infierno Porteño
- 2003: Tangos y Milongas
- 2003: Piazzolla en Bandoneón
- 2007: La Luminosa